# Petőfitelep (Balkány)
Petőfitelep Balkány város része, a Nagykállói járásban, Nagykállótól 18 kilométerre.

## Fekvése
Balkánytól 3 kilométerre, Geszterédtől 5 kilométerre, Ujhelyitanya közvetlen szomszédságában található.

## Története
A tanya régen Ujhelyi Zoltán tulajdona volt. 1945–1995 között Liszenkótelep volt a neve.

## Nevezetességei
- Ujhelyi-kastély (egykor pálinkafőző)

## Külső hivatkozások
- Balkány Város Önkormányzatának honlapja